# Dimitrievo, Stara Zagora
Dimitrievo (în bulgară Димитриево) este un sat în comuna Cirpan, regiunea Stara Zagora,  Bulgaria. 

## Demografie
Componența etnică a satului Dimitrievo
     Turci (6,25%)
     Bulgari (88,75%)
     Nicio identificare (5%)
     Altele (0%)
La recensământul din 2011, populația satului Dimitrievo era de 160 locuitori. Din punct de vedere etnic, majoritatea locuitorilor (88,75%) erau bulgari, cu o minoritate de turci (6,25%). Pentru 5% din locuitori nu este cunoscută apartenența etnică.